# Gecarcinidae
De Gecarcinidae is een familie uit de superfamilie Grapsoidea van de infraorde krabben (Brachyura).

## Systematiek
De Gecarcinidae omvat volgende geslachten: 
- Cardisoma  Latreille, 1825
- Discoplax  A. Milne-Edwards, 1867
- Epigrapsus  Heller, 1862
- Gecarcinus  Leach, 1814
- Gecarcoidea  H. Milne Edwards, 1837
- Johngarthia  Türkay, 1970